# The Masterpiece
The Masterpiece (chinesisch 名鑄 / 名铸, Pinyin Míngzhù, Jyutping Ming4zyu3) ist ein Wolkenkratzer mit 68 Stockwerken (davon vier unterirdisch) und 257 Metern Höhe in Tsim Sha Tsui (TST), einer Shopping-Meile im Yau Tsim Mong District in Hongkong.
Er beherbergt das sechsgeschossige Einkaufszentrum K11 in den unteren Etagen und im Untergeschoss. Das 381-Zimmer-Hotel Hyatt Regency Hong Kong (香港凱悅酒店), gelegen von Etage 3 bis 24, wurde am 2. Oktober 2009 eröffnet. 345 Luxuswohneinheiten belegen die 27. bis 67. Etage.
Das Projekt wurde gemeinsam von New World Development (Anteil 78,8 %) und der Hongkonger „Behörde für Stadterneuerung und -entwicklung“ (Urban Renewal Authority, 市區重建局, Anteil 21,2 %) entwickelt. Das Gebäude wurde zusammen mit anderen URA-Projekten der Stadt kritisiert, weil es das bauliche Erbe in Tsim Sha Tsui zerstört und zur weiteren Gentrifizierung der Stadt beiträgt, die die weniger Wohlhabenden vor Ort verdrängt.

## Geografie
Das von der URA intern als „Hanoi Road Project“ („K11“) bezeichnete Hochhaus befindet sich auf der Hanoi Road 18 im Osten des Stadtteils Tsim Sha Tsui – kurz auch East-TST – auf der Halbinsel Kowloon in Hongkong, nahe der MTR-U-Bahn-Stationen East Tsim Sha Tsui und Tsim Sha Tsui.

## Beschreibung
Das Gebäude wird im unteren Bereich als Einkaufszentrum genutzt, das sich auf 31.600 Quadratmeter und sechs Stockwerke erstreckt und von New World Development entwickelt und im Dezember 2009 fertiggestellt wurde. Auf Einzelhandel und Restaurants entfallen 80 bzw. 20 Prozent der Flächen. Es wird als Art Mall vermarktet, da es verschiedene Kunstausstellungen beinhaltet.
Das Hyatt Regency Hong Kong in TST ist ein Fünf-Sterne-Hotel mit 381 Zimmern, das sich auf den Etagen 3 bis 24 des Komplexes befindet. Es wurde am 2. Oktober 2009 eröffnet. Insgesamt 655 Quadratmeter sind für Geschäftstreffen bestimmt, darunter ein Ballsaal mit 381,9 Quadratmetern und acht Meetingräume unterschiedlicher Größe. Alle Konferenzeinrichtungen sind mit audiovisueller Technologie und drahtloser Internetverbindung ausgestattet. Das Hotel beherbergt vier Restaurants.
Im oberen Bereich des Gebäudes befinden sich Penthouse-Residenzen und Wohnungen, die zu den exklusivsten der Stadt gehören. Preise für Apartments reichen von 22 bis 110 Millionen Hongkong-Dollar (ca. 2 bis 10 Millionen Euro).

## Galerie

Details – The Masterpiece
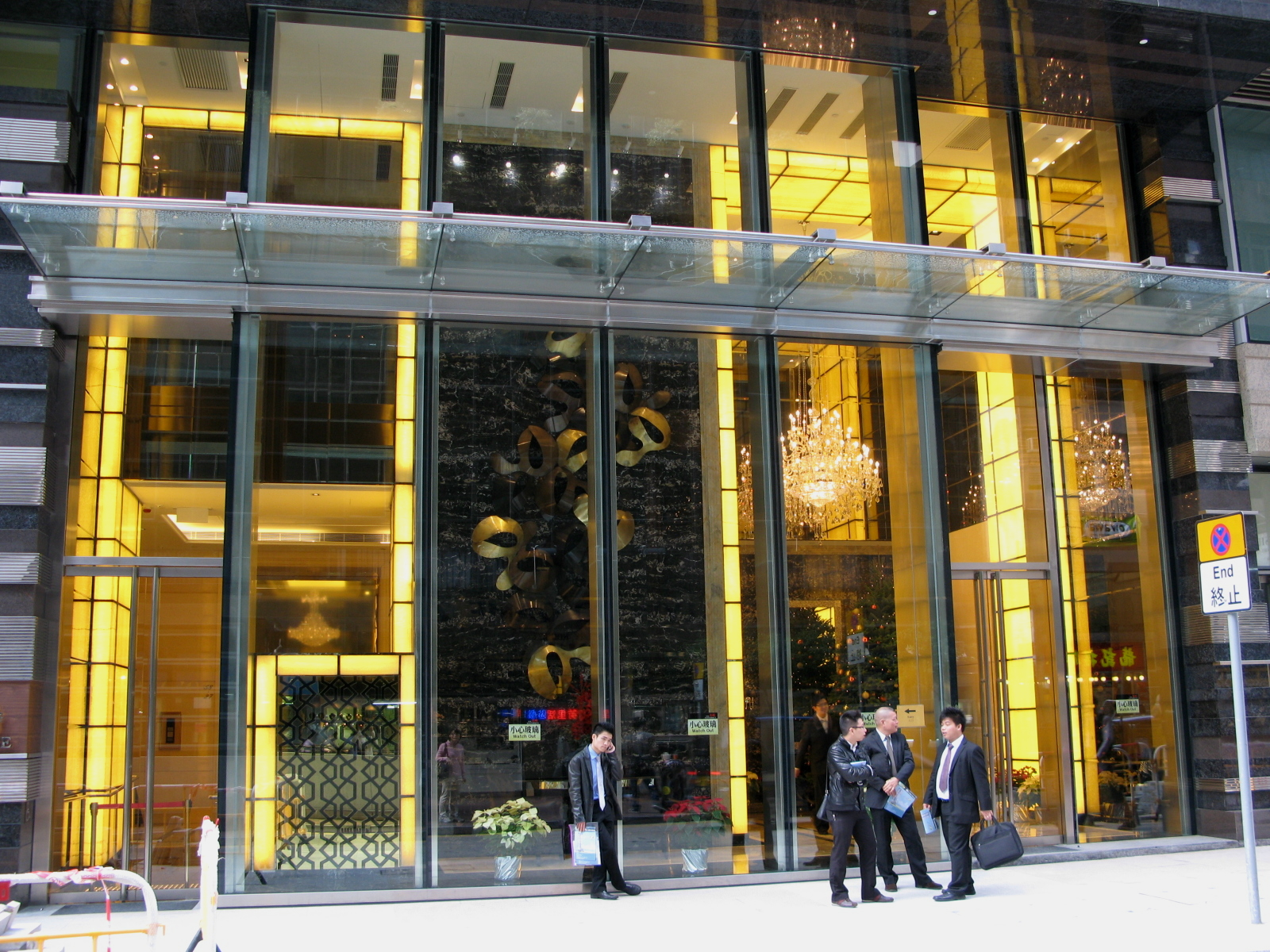
Offizieller Eingang zu den Wohnappartments, 2010
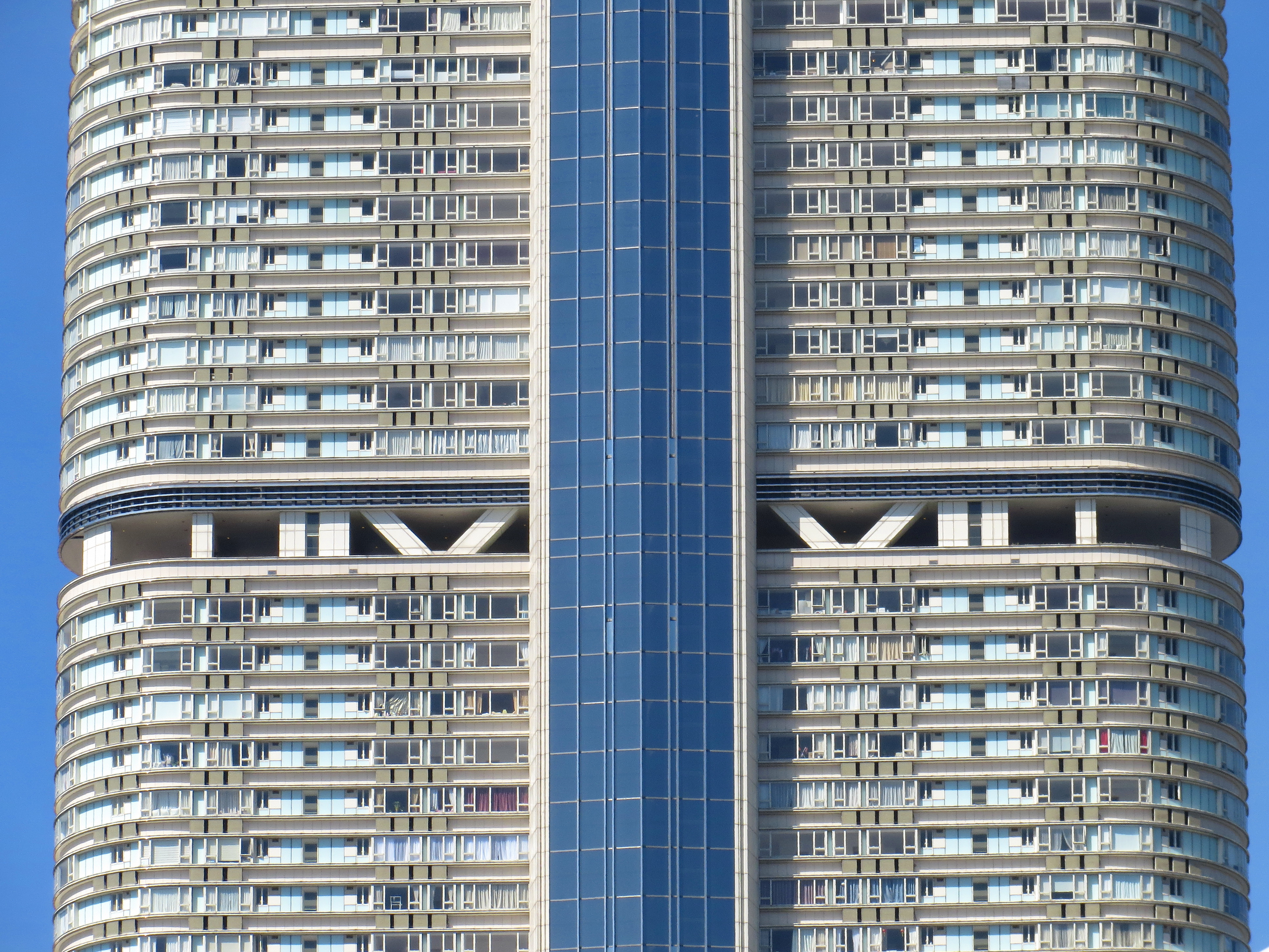
Außenhülle – 47. OG – Rettungsgeschoss, 2012
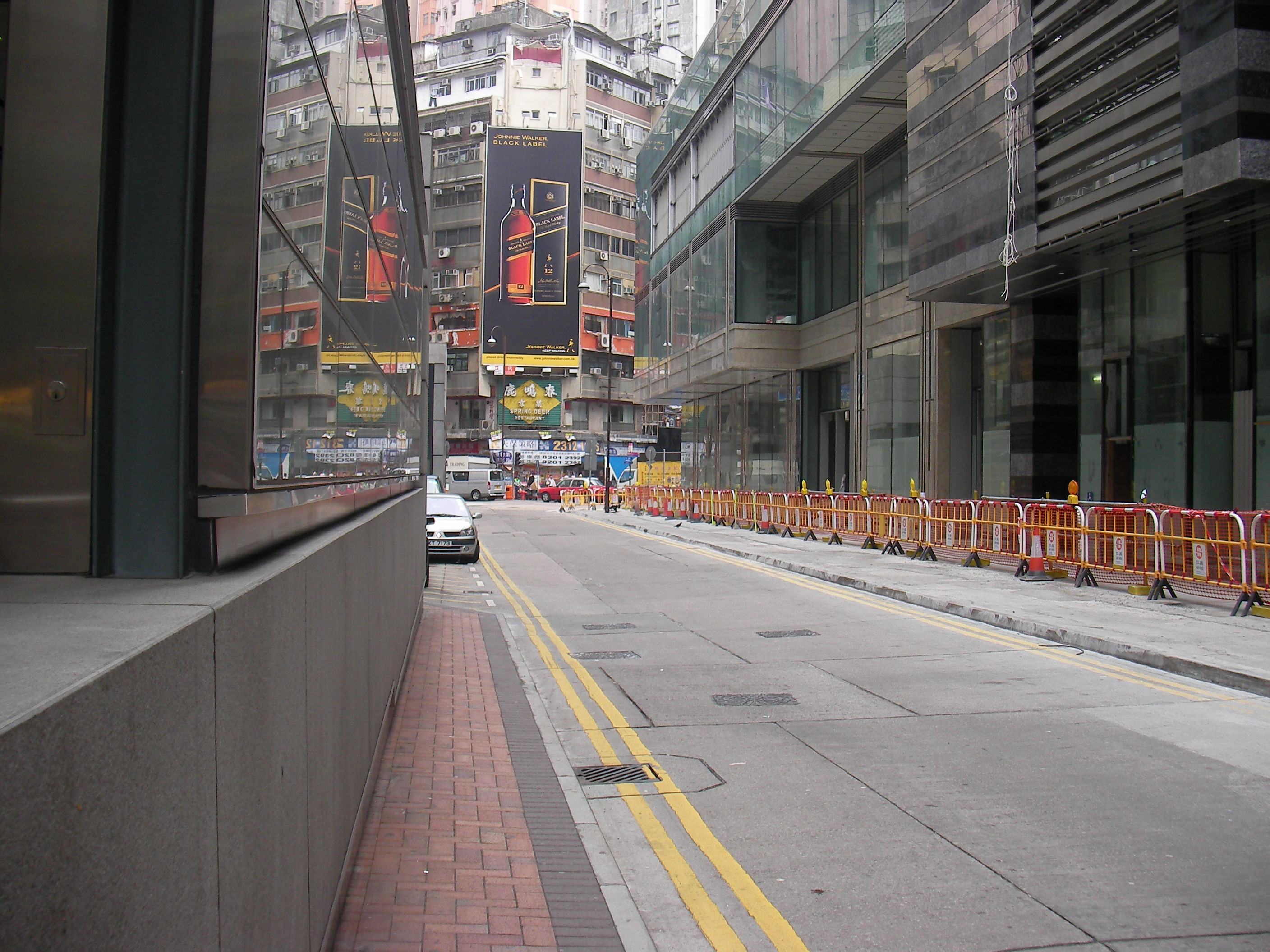
Hanoi Road – Tsim Sha Tsui, Kowloon 2009
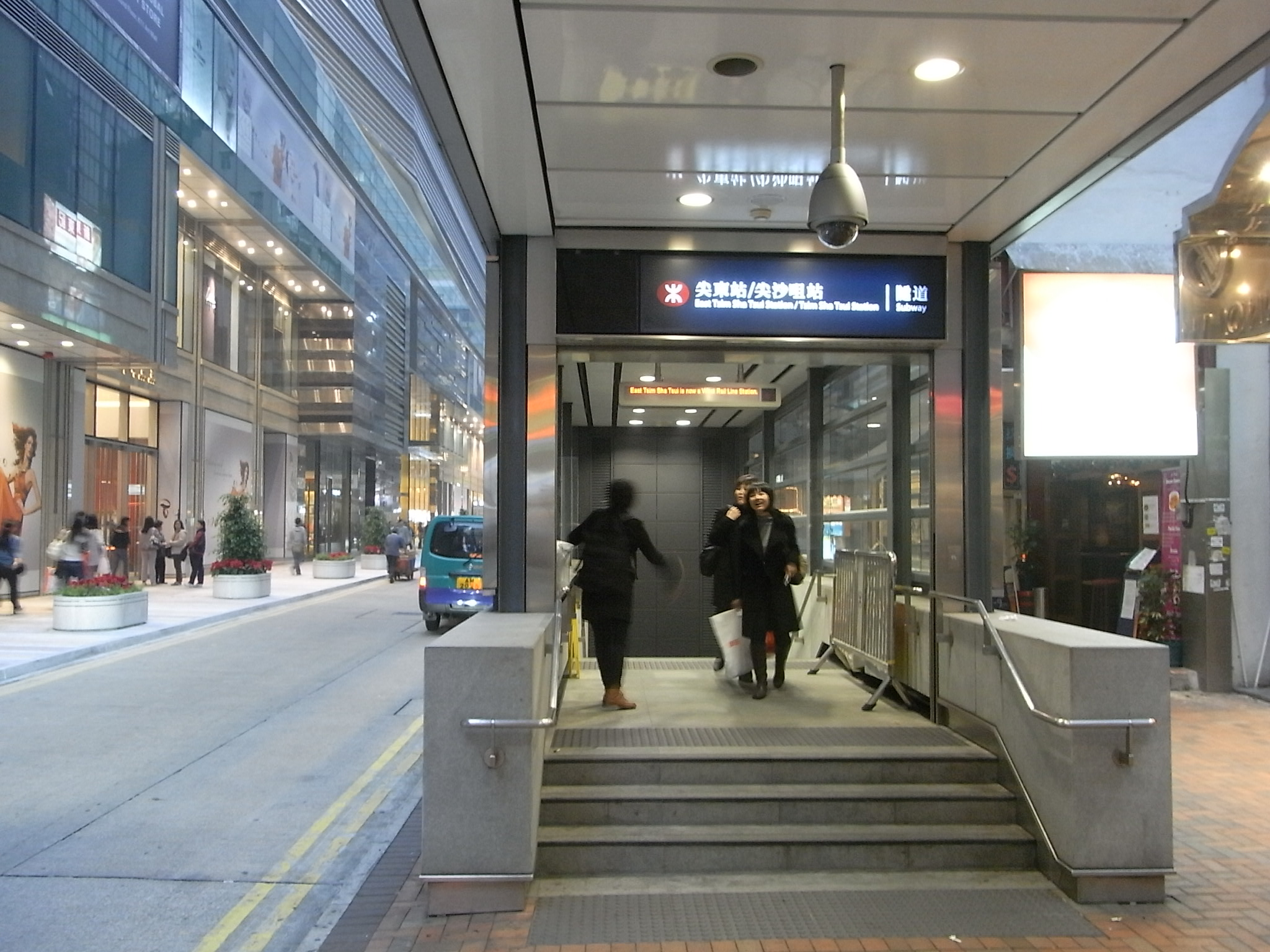
Unterführung zum MTR – Hanoi Road, 2010
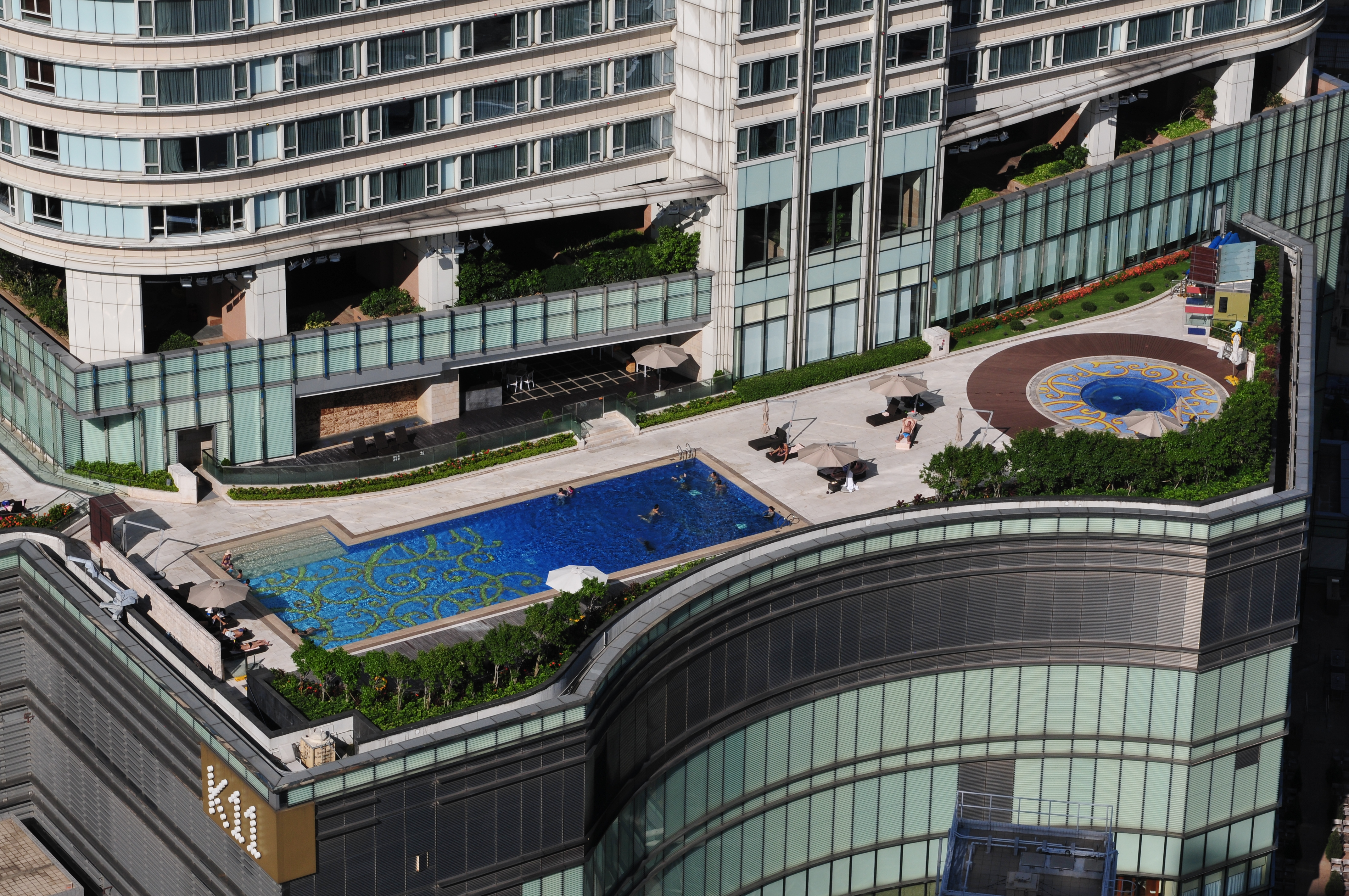
Privatschwimmbad der Bewohner, 11. OG 2013